# Skrillex
Sonny John Moore, mer känd som Skrillex, född 15 januari 1988, är en amerikansk musikproducent, låtskrivare, sångare och DJ inom den elektroniska genren.
Moore växte upp i nordöstra Los Angeles och norra Kalifornien, och gick år 2004 med i post-hardcorebandet From First to Last som sångare, och spelade även in två album med bandet (Dear Diary, My Teen Angst Has a Body Count, 2004, och Heroine, 2006) innan han år 2007 lämnade bandet för att ägna sig åt en solokarriär. Han påbörjade sin första turné som soloartist vid slutet av 2007. Efter att ha värvat nya bandmedlemmar, drog Moore ut på Alternative Press Tour för att stödja band såsom All Time Low och The Rocket Summer, och medverkade på framsidan av Alternative Press årliga "100 Bands You Need to Know"-nummer.
Efter att ha utgivit Gypsyhook EP under 2009, planerade Moore att spela in sitt debutalbum, Bells, med producenten Noah Shain. Han avbröt dock produktionen av albumet och började att uppträda under namnet Skrillex. Efter att ha utgivit EP:n My Name is Skrillex för gratis nedladdning på sin officiella Myspace-sida, utgav han Scary Monsters and Nice Sprites sent under 2010 och More Monsters and Sprites i mitten av 2011. Båda har sedan dess blivit kommersiella framgångar.
Den 30 november 2011 blev han nominerad till totalt fem stycken Grammy Awards vid 54:e upplagan av Grammy Awards, däribland för "Bästa nya artist", och vann tre av dem. "Best Dance/Electronica Album", "Best Dance Recording" och "Best Remixed Recording, Non-Classical". Den 5 december 2011 meddelade BBC att han var en av de nominerade i deras Sound of 2012-omröstning. Den 12 december 2011 fick han även priset som MTV:s "Electronic Dance Music Artist of the Year".

## Biografi
Sonny Moore flyttade som tvååring till San Francisco, men flyttade sedan tillbaka till Los Angeles igen när han var 12 år. Han startade då sitt första band, At Risk, i vilket han sjöng och spelade gitarr. Genom Internet fick han kontakt med Matt Good och flög till Valdosta, Georgia, USA, två veckor efter sin 16-årsdag. Där spelade From First to Last in sin första skiva, Dear Diary, My Teen Angst Has A Bodycount. Moore blev medlem i bandet tre dagar senare. Egentligen ville han spela gitarr, men bandet upptäckte snart hans sångröst och han fick bli sångare i bandet och senare även bandets frontfigur.
Kort efter att han blivit medlem i From First to Last skrev han låten Afterbirth efter att han fått veta att han var adopterad. Låten finns med på bandets andra skiva, Heroine. Moore kommer nu bra överens med sina adoptivföräldrar David och Brigid Moore.
Moore fick[när?] en böld och ett sår i halsen och bestämde sig i februari 2007 för att lämna bandet för att inte försämra sin hälsa mer. Istället startade han en solokarriär inom electrohouse och dubstep under namnet Skrillex.

## Diskografi

### MedFrom First to Last
- Dear Diary, My Teen Angst Has a Bodycount (2004)
- Heroine (2006)

### SomSonny
- Gypsyhook EP (2009)

### SomSkrillex
- My Name Is Skrillex (2010)
- Scary Monsters and Nice Sprites EP (2010)
- More Monsters and Sprites (2011)
- Bangarang (2011)
- Recess (2014)